# Cotinusa trimaculata
Cotinusa trimaculata is een spinnensoort in de taxonomische indeling van de springspinnen (Salticidae).
Het dier behoort tot het geslacht Cotinusa. De wetenschappelijke naam van de soort werd voor het eerst geldig gepubliceerd in 1922 door Cândido Firmino de Mello-Leitão.